# World Series of Darts 2021
Die World Series of Darts 2021 war eine Serie von Einladungsturnieren der Professional Darts Corporation (PDC). Ursprünglich sollten fünf Turniere, inklusive der World Series of Darts Finals stattfinden. Nachdem bereits die World Series 2020 bis auf die World Series Finals komplett ausgefallen ist, wurden diese Turniere auf 2021 verschoben. Allerdings entschied die PDC später, auch im Jahr 2021 außerhalb Europas keine World Series-Turniere zu veranstalten. Die Spieler führte diese Reise somit diesmal nur nach Dänemark und in die Niederlande.

## Teilnehmer
Die Top 4 der PDC Order of Merit (mit Stand nach der Weltmeisterschaft) waren automatisch für jedes Turnier gesetzt. Zudem verteilte die PDC für jedes Event Wildcards an vier weitere Spieler. Diese insgesamt acht Spieler pro Turnier galten im Turnierbaum als gesetzte Spieler. Hinzu kamen jeweils acht regionale Qualifikanten, die als ungesetzte Spieler antraten.
Spieler die sich über die PDC Order of Merit qualifiziert haben:
1. Gerwyn Price
2. Peter Wright
3. Michael van Gerwen
4. Dimitri Van den Bergh

## Format
Bei jedem Turnier nahmen 16 Spieler teil. Gesetzt waren immer die Topspieler der PDC. Das restliche Feld wurde durch lokale Teilnehmer aufgefüllt, die als ungesetzte Spieler antraten. Für jede erreichte Runde erhielten die Teilnehmer Punkte, die in eine eigene Rangliste einflossen. Diese wiederum bestimmte über die Teilnehmer der World Series of Darts Finals.
Die Turniere wurden allesamt im K.-o.-System gespielt. Spielmodus bei allen Turnieren war ein best of legs. Die Distanz der best of legs stieg im Turnierverlauf an und war bei den Turnieren unterschiedlich.

## Spielorte
Die neunte World Series of Darts wurde in Dänemark und den Niederlanden ausgetragen. Ursprünglich waren auch Turniere in den Vereinigten Staaten, Australien und Neuseeland vorgesehen.
| Wollongong |

| Townsville |

| Hamilton |

| Kopenhagen |

| New York City |

| Amsterdam |

## Preisgeld
Bei jedem Turnier wurden insgesamt £ 60.000 an Preisgeld ausgeschüttet. Das Preisgeld verteilte sich unter den Teilnehmern wie folgt:
| Position (Anzahl der Spieler) | Position (Anzahl der Spieler) | Preisgeld |
| ----------------------------- | ----------------------------- | --------- |
| Gewinner                      | (1)                           | £ 20.000  |
| Finalist                      | (1)                           | £ 10.000  |
| Halbfinalisten                | (2)                           | £ 5.000   |
| Viertelfinalisten             | (4)                           | £ 2.500   |
| Achtelfinalisten              | (8)                           | £ 1.250   |
|                               |                               |           |
|                               |                               | £ 60.000  |

Da es sich um Einladungsturniere handelte, wurden die erspielten Preisgelder bei der Berechnung der PDC Order of Merit nicht berücksichtigt.

## Ergebnisse
| Nr. | Datum               | Event                         | Austragungsort                                             | Sieger                        | Ergebnis                      | Finalist                      |
| --- | ------------------- | ----------------------------- | ---------------------------------------------------------- | ----------------------------- | ----------------------------- | ----------------------------- |
| 1   | 4.–5. Juni          | US Darts Masters              | New York City, Madison Square Garden                       | Abgesagt, verschoben auf 2022 | Abgesagt, verschoben auf 2022 | Abgesagt, verschoben auf 2022 |
| 2   | 6.–7. August        | New South Wales Darts Masters | Wollongong, WIN Entertainment Centre                       | Abgesagt, verschoben auf 2022 | Abgesagt, verschoben auf 2022 | Abgesagt, verschoben auf 2022 |
| 3   | 13.–14. August      | Queensland Darts Masters      | Townsville, Townsville Entertainment and Convention Centre | Abgesagt, verschoben auf 2022 | Abgesagt, verschoben auf 2022 | Abgesagt, verschoben auf 2022 |
| 4   | 20.–21. August      | NZ Darts Masters              | Hamilton, Claudelands Arena                                | Abgesagt, verschoben auf 2022 | Abgesagt, verschoben auf 2022 | Abgesagt, verschoben auf 2022 |
| 5   | 17.–18. September 1 | Nordic Darts Masters          | Kopenhagen, Forum Kopenhagen                               | Michael van Gerwen            | 11 : 7                        | Fallon Sherrock               |
| 6   | 29.–31. Oktober     | World Series of Darts Finals  | Amsterdam, AFAS Live                                       | Jonny Clayton                 | 11 : 6                        | Dimitri Van den Bergh         |

## Rangliste
Die Ergebnisse der einzelnen Turniere bildeten eine eigene Rangliste.
Die Rangliste wurde nach folgendem Punktesystem erstellt:
| Runde         | Punkte |
| ------------- | ------ |
| Sieg          | 12     |
| Finale        | 8      |
| Halbfinale    | 5      |
| Viertelfinale | 3      |
| Achtelfinale  | 1      |

### Endstand der Rangliste
| Platz | Spieler                | Punkte |
| ----- | ---------------------- | ------ |
| 1     | Michael van Gerwen     | 12     |
| 2     | Fallon Sherrock        | 8      |
| 3     | Dimitri Van den Bergh  | 5      |
| 4     | Jonny Clayton          | 5      |
| 5     | Gerwyn Price           | 3      |
| 6     | Peter Wright           | 3      |
| 7     | Gary Anderson          | 3      |
| 8     | Madars Razma           | 3      |
| 9     | Nathan Aspinall        | 1      |
| 10    | Darius Labanauskas     | 1      |
| 11    | Daniel Larsson         | 1      |
| 12    | Johan Engström         | 1      |
| 13    | Niels Heinsøe          | 1      |
| 14    | Andreas Toft Jørgensen | 1      |
| 15    | Marko Kantele          | 1      |
| 16    | Ivan Springborg        | 1      |

## Übertragung
Im deutschsprachigen Raum wurden die Veranstaltungen nicht im TV ausgestrahlt, sie waren allerdings auf dem Streaming-Dienst DAZN zu sehen.
International wurden alle Spiele durch die PDC auf livepdc.tv übertragen.